# دانيال إف. ميلر
دانيال إف. ميلر هو محامي وسياسي أمريكي، ولد في 4 أكتوبر 1814 في كمبرلاند في الولايات المتحدة، وتوفي في 9 ديسمبر 1895 في أوماها في الولايات المتحدة. نشط حزبياً في حزب اليمين والحزب الجمهوري. وقد انتخب عضو مجلس نواب ولاية آيوا ‏ وانتخب عضو مجلس النواب الأمريكي ‏.